# Jay Rock
Джо́ни Рид Маки́нзи мла́дший (англ. Johnny Reed McKinzie, Jr.), более известный под псевдонимом Джей Рок (англ. Jay Rock); род. 31 марта 1985, Лос-Анджелес, Калифорния, США) — американский рэпер и участник группы Black Hippy вместе с Kendrick Lamar, Ab-Soul и Schoolboy Q. Джей Рок вырос в криминальном районе Уоттсе, который известен низким уровнем жизни, а также большим количеством уличных банд и повсеместно распространённой продажей наркотиков.  Джей Рок является членом банды Bounty Hunter Bloods, о чём свидетельствует его песня «Blood Niggaz».

## Начало карьеры
Джей Рок начал свою карьеру как участник Black Hippy. Начиная с 2006 года Рок выпускал различные микстейпы. В 2008 году вышел первый по счёту успешный сингл «All My Life (In the Ghetto)» совместно с уже известными Lil Wayne и will.i.am. Сингл получил много положительных отзывов, в том числе сингл оценил The Game.
В 2011 году после подписания контракта с лейблом Strange Music, Рок выпускает свой дебютный альбом — Follow Me Home, который также стал коммерчески успешным. В альбом вошла песня «All My Life (In the Ghetto)» и «Hood Gone Love It», которая стала "визитной карточкой" начинающего рэпера (песня звучит в одном из трейлеров к игре Grand Thef Auto V).
В ноябре 2013 года, Рок заявил, что его второй студийный альбом будет выпущен в 2014 году. После этого заявления, в июне 2014 года генеральный директор лейбла TDE подтвердил, что Jay Rock будет лицом компании.
В 2020 году принял участие на альбоме Funeral от Лил Уэйна.

## Дискография
- Follow Me Home (2011)
- 90059 (2015)
- Redemption[англ.] (2018)[3][4]